# 守村人
《守村人》是中国大陆歌手薛之谦的第13张专辑，数字形式发行于2024年11月22日。实体专辑发行于2025年4月17日。

## 简介
该专辑于2024年11月22日零点上线。专辑十首歌曲中，薛之谦作曲六首，作词六首。第一首歌《守村人》和第十首歌《念》分别于2024年和2023年在薛之谦生日那天发行，完美作为曲目的开头和结尾。
王啸坤为薛之谦“天外来物”世界巡回演唱会的固定嘉宾，两人合唱《银河少年》。《解解闷》为QQ飞车极速主题曲，8月3日通过极速音乐会在游戏中发布，8月4日在平台上发布。
《租购》和《在那天回不去的路上》是薛之谦在《音乐缘计划》中演唱的歌曲；两首歌分别获得了两期中最高的歌曲热力值，《租购》为节目总热力值量最高的歌曲，截至11月25日，总计5711万。两首歌各有现场版本和录音室版本；录音室版本有新编曲和新歌词，《在那天回不去的路上》增加了京剧元素。

## 成绩及评价
腾讯音乐2023年度音乐榜单，薛之谦2023年发行5首新歌收听人数破亿。薛之谦获音乐榜年度十大歌手和由你榜年度十大唱作歌手、《崇拜》《念》获音乐榜年度十大单曲和由你榜年度十大唱作单曲、《银河少年》《念》为19-22岁听众偏爱歌曲、《崇拜》为年度电台热度歌曲。
酷狗音乐2023TOP榜年度大赏，薛之谦获TOP500榜霸榜歌手奖和飙升榜霸榜歌手奖、《念》《情书》获TOP500榜火速登顶奖。除了《租购》排名22外，专辑歌曲均进入腾讯音乐由你榜单前15。
天眼查知识产权信息显示，2024年7月17日为止，多方已成功将“守村人”申请注册为商标，包括科技、酒业、餐饮公司，国际分类包括方便食品、酒、服装等。
4月17日，《守村人》实体专辑在多平台开启预售。在QQ音乐平台上，专辑单日销量突破128000张，单日销售额突破1500万元，达成「殿堂金钻唱片」认证记录。在腾讯音乐实体专辑销量榜上，《守村人》荣登周榜和月榜冠军，年度榜亚军。

## 曲目
| 曲序     | 曲目                             |               | 作曲               | 编曲          | 时长  |
| -------- | -------------------------------- | ------------- | ------------------ | ------------- | ----- |
| 1.       | 守村人                           | 薛之谦        | 宋涛               | 宋涛          | 4:57  |
| 2.       | 银河少年（演唱：薛之谦、王啸坤） | 薛之谦/丁于   | 王啸坤/薛之谦/丁于 | 刘冠帅        | 4:21  |
| 3.       | AI                               | 薛之谦        | 薛之谦/周以力      | 周以力/黎子琨 | 4:40  |
| 4.       | Nothing                          | 郭冠廷        | 薛之谦             | 周以力        | 4:00  |
| 5.       | 崇拜                             | 薛之谦/子望   | 薛之谦/郭冠廷      | 周以力        | 4:56  |
| 6.       | 情书                             | 张荣昊        | 张荣昊             | 郭一凡        | 4:56  |
| 7.       | 租购                             | 张鹏鹏/董嘉鸿 | 董嘉鸿             | 周以力        | 4:31  |
| 8.       | 解解闷                           | 薛之谦        | 薛之谦             | 路得维        | 3:34  |
| 9.       | 在那天回不去的路上               | 门尼          | 门尼               | 余威          | 3:24  |
| 10.      | 念                               | 薛之谦        | 薛之谦/赵英俊      | 宋涛          | 5:08  |
| 总时长： | 总时长：                         | 总时长：      | 总时长：           | 总时长：      | 44:27 |

## 奖项与提名
| 年份 | 颁奖典礼         | 奖项                       | 作品                   | 结果 | 参考   |
| ---- | ---------------- | -------------------------- | ---------------------- | ---- | ------ |
| 2023 | 网易云音乐       | 网易云音乐年度十大热门歌曲 | 《崇拜》               | 獲獎 | [ 19 ] |
| 2024 | 腾讯音乐娱乐盛典 | 年度十大金曲               | 《崇拜》               | 獲獎 | [ 20 ] |
| 2025 | 音乐盛典咪咕汇   | 年度十大金曲               | 《在那天回不去的路上》 | 獲獎 |        |
| 2025 | 音乐盛典咪咕汇   | 年度最佳专辑               | 《守村人》             | 獲獎 |        |